# MOBA
Un videojoc multijugador en linea en camp de batalla (en anglès: Multiplayer online battle arena o per les seves sigles MOBA) és un subgènere d'estratègia en temps real (RTS), on dos equips de jugadors competeixen entre si i cada jugador controla un sol personatge. Es diferencia dels jocs tradicionals RTS en què no hi ha construcció d'unitats, és una fusió dels videojocs d'acció i els videojocs d'estratègia en temps real. El gènere emfatitza la cooperativitat del joc en equip, els jugadors seleccionen i controlen un «heroi«, una unitat de gran abast amb diverses habilitats i avantatges per formar l'estratègia general d'un equip. L'objectiu és destruir l'estructura principal dels oponents amb l'ajuda d'unitats controlades per la intel·ligència artificial generades periòdicament que marxen cap a l'estructura principal de l'enemic a través de senders a què es refereix com «carrils».
La jugabilitat és la següent: Hi ha dos equips oposats l'objectiu col·lectiu com a equip en general és destruir la base del seu enemic per guanyar, tot i que alguns jocs poden brindar diferents condicions de victòria. En general, hi ha una estructura principal que ha de ser destruïda per guanyar, tot i que la destrucció d'altres estructures dins la base de l'equip contrari podrà atorgar altres beneficis. Per evitar això estan les estructures defensives, així com les relativament febles unitats controlades per l'ordinador que són generades periòdicament a cada base i viatgen per rutes predefinides cap a la base de l'equip contrari. Un jugador controla una sola unitat en el joc de gran abast generalment anomenada "heroi". Quan un heroi és a prop d'una unitat enemiga que mor o mata una unitat enemiga, guanya punts d'experiència que permeten a l'heroi pujar de nivell. Quan un heroi puja nivells, tenen la capacitat d'aprendre habilitats més potents. Quan un heroi mor, ha d'esperar un temps determinat, que generalment augmenta a mesura que puja de nivell, fins que reviuen a la base. Cada jugador rep una petita quantitat d'or per segon des de la base. Quantitats moderades d'or se'ls donen com a recompensa per matar unitats hostils controlades per l'ordinador i quantitats majors se'ls donen com a recompensa per matar els herois enemics. L'or és utilitzat pels herois per comprar una varietat d'objectes diferents que varien en preu com en impacte.

## Història
Les arrels del gènere es remunten a un dels primers títols d'estratègia en temps real, el joc de 1989 per a Sega Mega Drive Herzog Zwei. Ha estat citat com a precursor o un primer exemple del gènere MOBA.
El gènere de MOBA va donar vida al Starcraft: Brood War, va ser un mapa personalitzat creat per l'usuari Aeon64, el va crear amb el mode de configuració de mapes de Starcraft. Aquest mapa va introduir per primera vegada el carrer, la base i la mecànica de campió o heroi. Els equips eren de 4 campions que es dividien en quatre carrers. Va introduir que, al fer l'últim toc a un enemic, eres recompensat amb diners. Els jocs s'acabaven quan un equip destruïa l'estructura principal enemiga, o matava els quatre jugadors enemics. A diferència de les modificacions posteriors, els jugadors no tenien múltiples vides, per tant quan el mataven no podien tornar a reviure fins que la partida finalitzava. També es fa crear un altre mode en que quatre jugadors s'enfrontaven a 2 jugadors contra 2.
L'any 2002 amb el llançament de Warcraft III: Reign of Chaos, es van començar a crear noves versions del joc amb l'editor de Warcraft. L'usuari Eul va crear la versió més popular, anomenada l'Eó del Conflicte (Aeon of Strife). Va introduir que els jugadors poguessin guanyar experiència, pujar de nivell i aprendre noves habilitats. Es podia comprar equipament per millorar les característiques del campió. Molts dels mecanismes d'aquest mapa encara s'utilitzen actualment en aquest mode de jocs, els DotA.
El primer AoS que s'aprofità de la capacitat de dissenyar habilitats personalitzades va ser creat per Karukef en al mapa La Vall de Dissent (Valley of Dissent). Un altre moderador, Eul va presentar algunes altres propostes creant un mapa diferent anomenat Defensa dels Ancestres o amb anglès Defence of the Ancients (DotA), que es convertiria en un dels mapes més populars de Battle.net. L'any 2003 amb el llançament de Warcraft III: The Frozen Throne (TFT), Eul crear una versió que la va anomenar DotA 2, però no va tenir èxit.
En aquell moment molta gent començà a moderar la versió de (TFT) de DotA, i aquests derivats ven començar a ser populars en Battle.net. Les versions de DotA més conegudes van ser “DotA EX”, "DotA DX Series", "Unforgiven DotA" y "Outland DotA". En el 2004 la comunitat es reuneix per crear una versió nova que seria coneguda com a DotA Allstars. L'usuari Guinsoo faria variacions, i així s'iniciaria la primera lliga competitiva de DotA on el mapa de Guinsoo seria el dominant i definitiu del gènere DotA. El 2005 Freak, (actual dissenyador principal de League of Legends) li passa la responsabilitat de DotA a IceFrog i Niechus. IceFrog prendria la iniciativa i es convertiria en el millor moderador conegut de DotA. Avui en dia DotA i els seus successors segueixen sent populars en els esports electrònics.
IceFrog seria l'encarregat de DotA Allstars fins al 2009 quan va anar a treballar a Dota 2. DotA es tanca per complet l'any 2010, i aquest actualment fa versions de DotA Allstars en el seu temps lliure per a Playdota.com.
En el 2009, la comunitat de DotA començà a bifurcar-se a noves direccions. Molts dels principals desenvolupadors de DotA Allsars incluit Guinsoo formarien Riot Games i el llançament de League of Legends (LOL) també el 2009. Amb la sortida al mercat de (LOL), van anomenar aquest nou model de joc com a Multiplayer Online Batle Arena (MOBA). LOL porta els jocs MOBA cap a una altra direcció. League of Legends és lliure de jugar i apareixen característiques de jocs anteriors com l'augment d'experiència, campionso herois, i pells cosmètiques per canviar l'aparença del teu campió.
Aquest mode té una gran expansió l'any 2010, es crea Monday Night Combat, que és considerat el primer joc MOBA a abandonar els escenaris de fantasia i portant el gènere cap a una nova direcció, llavors S2 Games agafa aquesta idea i l'adopta un mapa de DotA creant Heros of Newerth.
Degut a la popularitat, League of Legends és considerat el cor de la comunitat MOBA encara que Dota 2 també té un gran nombre de seguidors. En 2012 el gènere segueix creant diversitat amb jocs com Awesomenauts i Guardians of Middle-earth. El creixement d'aquest gènere fa que League of Legends tingui actualment molts més jugadors que altres jocs MMORPG com World of Warcraft.

## Jugabilitat
Hi ha dos equips contraris, que acostumen a ser de 5 persones cadascun (5v5), però també es fan partides de tres contra tres(3v3) o bé d'un contra un (1v1). Els jugadors han de cooperar per destruir l'estructura principal de l'enemic i defensar la pròpia, que estarà defensada per altres estructures com torretes que hauran de ser destruïdes prèviament abans de poder accedir a l'estructura principal enemiga. Per poder arribar a l'estructura principal enemiga hi ha uns carrers, per on uns personatges controlats per la màquina anomenats súbdits, s'invoquen i avancen per les línies fins a trobar-se obstacles, com altres súbdits, campions o torretes. Els súbdits serveixen perquè aguantin els cops de les torres i així poder destruir-les.
Cada jugador controla a un personatge, que se li acostuma a dir “heroi”, o “campió”.

Els campions són unitats úniques i cadascun té diferents habilitats i característiques, que poden ser millorades quan pugen de nivell a la partida. Els jugadors poden comprar objectes quan estan a la seva base, que són els que bàsicament milloren les característiques dels personatges que diferenciaran les forces entres dos jugadors. Periòdicament tots els campions reben or, però en molt poca quantitat, per aconseguir or extra, els campions poden matar súbdits, aquests sempre que morin donaran experiència als campions propers, però només donen or a qui li dona el cop de gràcia. També es pot aconseguir or matant campions enemics, o destruint torres, clar que aquests dos donen quantitats molt elevades d'or. Tots els herois tenen vides il·limitades, però donaran grans recompenses d'or als seus enemics quan morin i s'hauran d'esperar un període per poder renéixer.

### Mapa
El mapa acostuma a tenir dues bases, un de cada equip, tres carrer, i un espai al mig on no passen súbdits anomenat jungla. Aquest és el típic mapa de 5v5, el mapa estàndard, però també hi ha altres versions com el de 3c3 que només té 2 carrers, o el de 1v1 que només en té un. Però la forma de jugar sempre és la mateixa. La perspectiva de la majoria de jocs MOBA és de dalt cap a baix, això vol dir que veus les coses com si fossis tercera persona. Clar que hi ha MOBA que no compleixen aquesta regla com SMITE.
En aquests jocs hi ha parts del mapa no visibles anomenades boira de guerra. L'únic que visualitzes del mapa és el que hi ha prop del teu personatge, dels teus aliats, de les torres i dels súbdits, per tant no es pot veure la jungla. També pel mapa hi ha herbes, o lloc on et pots amagar i l'única forma que et vegin els enemics, és entrant en el mateix lloc que tu.

### Tria de campions
Abans de començar una partida, primer es passa per la tria de campions. Aquí els jugadors trien els seus personatges i es posen d'acord en quin rol desenvoluparà cadascú. Un equip no pot tenir dos personatges iguals. Quan els dos equips han triat els seus personatges, comença el joc. 

Els jugadors poden triar lliurement els personatges que volen fer servir, però s'acostumen a triar rols diferents per així poder fer bones combinacions. S'acostuma a agafar: Un personatge guerrer, fa prou mal i resisteix bastant, ataca cos a cos. Un mag, que ataca a distància, fa molt de mal màgic, però resisteix poc. Un personatge que dona suport, aquest acostuma a tenir habilitats curatives. Un altre que ataqui a distància i evolutiu, això vol dir que el seu potencial arriba quan la partida està avançada, és molt feble però és el que fa més mal de l'equip. I per acabar un tanc, no fa gaire mal però té molta resistència.

### Estratègies típiques
La típica estratègia és que el tanc i el guerrer resisteixin els cops i distreguin els enemics mentre que el mag i el personatge evolutiu maten els enemics. Els suport ha d'evitar que els seus aliats morin, en especial els mags i els evolutius, que són els campions de l'equip fan més mal. Aquestes estratègies són les més típiques però sempre hi ha jugadors innovant i provant noves estratègies.

La disposició dels campions als carrer és totalment lliure, però per repartir l'experiència i, per tant, que l'equip pugui més ràpid de nivell, acostumen ha haver un jugador sol a la fila de dalt, (anomenada “top”) un jugador sol a la fila del mig, (anomenada “mid”), 2 jugadors junts a la fila de sota (anomenada “bot”)i un jugador a la jungla. Pot variar l'ordre d'aquests, però sempre n'hi ha 2 que van junts en un carrer, 2 que van sols en un carrer separat i un que fa la jungla. En la jungla hi ha monstres neutrals, monstres que no van amb cap equip, però si un campió els mata aconsegueix grans bonificacions temporals, experiència i or. La jungla dona moltes avantatges a l'equip, no només fa que guanyin més experiència, per què al deixar un jugador sol fa que s'emporti tota l'experiència ell, si no que a més la possibilitat d'anar als carrers per matar els campions són molt elevades, ja que l'equip contrari mai no sap on és aquest campió i, per tant, té molta llibertat pel terreny. En canvi els altres campions estan més lligats a anar als seus carrers per defensar-los. L'acció d'anar als carrers per matar els jugadors enemics es diu “gank”.